# Afrosmilus
Afrosmilus (лат.) — вымерший род кошкообразных из семейства Barbourofelidae, обитавших в Африке в среднем миоцене. Типовой вид — Afrosmilus africanus, изначально отнесённый к роду Pseudaelurus.

## Описание
Кошкообразные среднего размера. Симфиз нижней челюсти субквадратный, умеренно развитый. Afrosmilus отличается от Prosansanosmilus более слабыми признаками саблезубых в нижней челюсти и зубах, в особенности меньшим развитием симфиза нижней челюсти. У вида Afrosmilus hispanicus зубы длиннее и ярче выражены, чем у типового A. africanus. Специализированные саблевидные клыки Afrosmilus напоминают клыки сансаносмилуса (Sansanosmilus) и Barbourofelis.

## Таксономия и эволюция
Вид Pseudaelurus africanus был описан в 1914 году; в 1929 году Миклош Крецой выделил его в новый род Afrosmilus.
Второй вид — Afrosmilus turkanae — был описан в 1987 году.
В 2001 году был описан третий вид Afrosmilus hispanicus вместе с близкородственным родом Ginsburgsmilus; для этих ранних африканмких Barbourofelidae выделили трибу Afrosmilini.